# Reformationsbibeln
Reformationsbibeln är en språkligt kraftigt moderniserad revidering av Karl XII:s Bibel från 1703. Nya Testamentet var färdigt 2003 och kom i en omarbetad andra upplaga 2016. Reformationsbibeln handhas i Sverige av Reformationsbibelsällskapet.

## Bibelöversättning
Huvuddelen av svenska översättningar av Nya testamentet bygger på samma grekiska grundtext. Skillnader i översättning beror då på att man utifrån samma grekiska grundtexten hittar olika sätt att bäst formulera texten på svenska. Skillnader kan bero på att vissa översättningar lägger sig närmare en "ord-för-ord"-översättning (litterat översättning) medan andra översätter mer dynamiskt, tanke för tanke (idiomatisk översättning).
Andra orsaker till skillnader kan vara vilken tro översättarna har. Grekiskan ger ofta möjlighet till flera alternativa översättningar. Det är därför möjligt att i viss mån anpassa översättningen efter trostillhörighet. Till exempel kan en naturalist skriva om en "gudsvind" där en troende gärna översätter samma uttryck i grundspråket med Guds Ande (pneuma kan betyda både vind och ande). Från vissa troende finns också en misstänksamhet mot modern bibelvetenskap, där man tenderar att döma ut de flesta forskare som icke-troende.

## Grundtexten Textus Receptus
Reformationsbibeln bygger på en annan grundtext, Textus Receptus, och skillnader i översättning mellan reformationsbibeln och de flesta andra svenska översättningar ligger därför inte bara i tolkning av samma grundtext, utan istället i att själva grundtexten skiljer.
Den grundtext som kommit att kallas Textus Receptus är i huvudsak baserad på Desiderius Erasmus utgåvor av Nya testamentet på latin och grekiska från början av 1500-talet. Totalt blev det fem utgåvor (1516, 1519, 1522, 1527 och 1536), som från och med andra utgåvan kallades Novum Testamentum Omne. Namnet Textus Receptus kommer istället från förordet till en utgåva av bröderna Elzevir från 1624. Denna, och efterföljande utgåvor, var en sammanställning av Erasmus fem utgåvor samt vidare revideringar av Robert Estienne (Stephanus) och Theodore Beza samt av bröderna Elzevir själva.
Antalet manuskript Erasmus hade tillgång till var relativt få och sena; totalt har åtta identifierats. De tidigaste dateras till 1100-talet, och tillhör den bysantinska texttraditionen. Denna kallas också majoritetstexten eftersom den är en sammanställning av de läsarter som återfinns i majoriteten grekiska manuskript. I Bysans fortsatte man tradera den grekiska texten efter det där var ett levande språk, medan man i väst så småningom helt gick över till latin, där Hieronymus Vulgata blev den normerande översättningen. Citat och kommentarer i kyrkofäderna och antika översättningar till andra språk visar dock att majoritetstexten innehåller läsarter som inte var kända i fornkyrkan. 
Sedan Erasmus och hans efterföljares arbete har dock flera fynd gjorts av gamla manuskript med nytestamentliga texter, till exempel Codex Sinaiticus. I denna handskrift är flera textsammanhang betydligt kortare eller fåordigare. En annan viktig handskrift som dagens textforskare föredrar är Codex Vaticanus, som redan år 1448 fanns med i Vatikanbibliotekets förteckning.  
Westcott och Hort redigerade därför med en annan metod fram en annan grekisk grundtext till Nya Testamentet. Och många menar att även om Textus Receptus har fler bevarade dokument bakom sig, så har Westcott och Hort text betydligt äldre textfynd och geografiskt mer spridda textvittnen som grund.
Eftersom de flesta textforskare föredrar Codex Sinaiticus och Codex Vaticanus, så utgår många översättningar i dag från Westcott-Hort texten. Men andra, inte minst i USA, men även i Europa, vill behålla Textus Receptus.

## Reformationsbibeln i internationell jämförelse
Reformationsbibeln är ett försök att på svenska erbjuda ett Nya Testamentet baserat på Textus Receptus. Internationellt skulle det motsvaras av King James Bibel och den senare New King James Version. King James Bibel, den auktoriserade versionen, är en engelskspråkig översättning av bibeln från 1611. 
King James Bibel är känd för att vara texttrogen och är ännu mycket läst och omtyckt i den engelskspråkiga världen och bygger på Textus Receptus. Dock har King James Bibel ett mycket ålderdomligt språk (skriven 1611) och många ord är svåra att förstå för samtiden. Vissa ord har dessutom i viss mån ändrat betydelse. New King James Version är översatt i modern tid genom att utifrån samma grundtext, Textus Receptus, försöka behålla så mycket av språket i King James som möjligt, men i läsbarhetens intresse anpassa det till den moderne läsaren utan att försaka texttroheten.
På många sätt är Reformationsbibeln en svensk motsvarighet till New King James Version. En viktig skillnad är att där New King James Version kan ses som en översättning från textus receptus med stor hänsyn till King James Bibel är Reformationsbibeln på många sätt en modernisering av Karl XII:s bibel med stor hänsyn till textus receptus. Skillnaden märks till exempel genom att New King James Version ger noter som visar när textus receptus avviker från Westcott-Hort texten (den idag vanligaste grundtexten), så tenderar Reformationsbibeln att ge noter när man översatt annorlunda än Karl XII:s bibel.

## Reformationsbibelns plats i Sverige
Reformationsbibeln ger en möjlighet att läsa en översättning som bygger på textus receptus på modern svenska. Det finns troende som uppskattar dessa möjligheter, även om de flesta är fullt nöjda med de betydligt mer spridda Bibel 2000 och Svenska Folkbibeln eller fortsätter att använda 1917 års översättning, ibland kompletterad av Bo Giertz för Nya Testamentet. För den icke troende, liksom för de troende som för sin egen uppbyggelse läser de nyss nämnda versionerna, är detta på sitt eget sätt ett viktigt historiskt dokument som ges i en mer tillgänglig form.